# Raül López (basketballer)
Raül López Molist (Vic, 15 april 1980) is een Spaans voormalig basketballer en basketbalcoach.

## Carrière
López maakte zijn debuut in 1998 voor de Spaanse eersteklasser Joventut Badalona waar hij twee seizoenen speelde in de eerste ploeg nadat hij in de jeugdwerking opgroeide. In 2000 maakte hij de overstap naar Real Madrid Baloncesto. In 2001 werd hij als 24e gekozen in de NBA draft door de Utah Jazz. Hij speelde in het seizoen 2001/02 nog voor Madrid. In september 2002 tekende hij bij de Jazz maar miste zijn eerste seizoen door een blessure. Hij speelde de volgende twee seizoenen voor de Utah Jazz. In de zomer van 2004 speelde hij in de NBA Summer League voor de Utah Jazz. In 2005 werd hij geruild naar de Memphis Grizzlies in een ruil waarbij ook de Boston Celtics, Miami Heat en New Orleans Hornets. Andere spelers betrokken waren: Antoine Walker, Andre Emmett, James Posey, Jason Williams, Greg Ostertag, Albert Miralles, Qyntel Woods, Eddie Jones, Rasual Butler, Roberto Duenas, Curtis Borchardt, Kirk Snyder en twee draftkeuzes.
Zijn contract werd niet veel later ontbonden. Hij keerde terug naar Spanje en tekende bij CB Girona. Na een seizoen keerde hij terug naar Real Madrid Baloncesto waar hij drie seizoenen speelde. In 2009 ging hij spelen voor het Russische BK Chimki waarmee hij de VTB United League won. In 2011 keerde hij terug naar de Spaanse competitie en speelde nog vijf seizoenen voor Bilbao Basket.
Na zijn pensioen als speler verliet hij in 2018 de Bilbao Basket ploeg nadat deze in financiële problemen kwam, hij was er twee jaar ploegleider. In 2018 werd hij player development coach en assistent-coach bij de Utah Jazz.

## Erelijst
- Spaans landskampioen: 2007
- EuroCup-kampioen: 2007
- VTB United League: 2011
- Olympische Spelen:  2008
- Wereldkampioenschap:  2009,  2001

## Statistieken

### Regulier seizoen
| Seizoen  | Team      | WG  | WS | MPW  | 2P%  | 3P%  | FW%  | RPW | APW | SPW | BPW | PPW |
| -------- | --------- | --- | -- | ---- | ---- | ---- | ---- | --- | --- | --- | --- | --- |
| 2003/04  | Utah Jazz | 82  | 11 | 19,7 | 45,8 | 29,4 | 83,3 | 1,9 | 3,7 | 0,8 | 0,0 | 7,0 |
| 2004/05  | Utah Jazz | 31  | 15 | 16,7 | 41,1 | 44,4 | 81,8 | 1,3 | 4,0 | 0,7 | 0,1 | 5,2 |
| Carrière | Carrière  | 113 | 26 | 18,9 | 45,0 | 34,6 | 85,3 | 1,7 | 3,8 | 0,7 | 0,0 | 6,5 |